# Mario Draghi
Mario Draghi (Roma, 3 de septiembre de 1947) es un economista italiano. Desde 2021 hasta 2022, ejerció como presidente del Consejo de Ministros de Italia en el 67.º gabinete de la República Italiana. Fue presidente del Banco Central Europeo de 2011 a 2019. Entre 1985 y 1990 fue director ejecutivo del Banco Mundial, y entre enero de 2002 y enero de 2006 fue vicepresidente, por Europa, con cargo operativo, de Goldman Sachs, cuarto banco de inversión del mundo. Desde el 16 de enero de 2006 hasta el 31 de octubre de 2011, ocupó el cargo de gobernador del Banco de Italia.
Dentro de la lucha del Banco Central Europeo contra los efectos de la crisis económica en los años 2010, se puso en marcha el plan Draghi de expansión monetaria. Significativas fueron sus palabras el 26 de julio de 2012, en plena crisis de deuda soberana, cuando anunció que «el BCE está dispuesto a hacer lo que sea necesario para preservar el euro. Y créanme, será suficiente», y que marcaron un punto de inflexión en la crisis de la eurozona, calmando a los mercados.
A principios de febrero de 2021 recibió el encargo del presidente de la República Sergio Mattarella de formar un nuevo gobierno. Draghi aceptó el encargo y tras dos rondas de consultas con todas las fuerzas políticas y conversaciones con los interlocutores sociales, tomó posesión el 13 de febrero y nombró nuevo gobierno, el tercero de la XVIII legislatura.
El 14 de julio de 2022, el Movimiento 5 Estrellas revocó el apoyo al gobierno respecto a un decreto de estímulo económico para contrarrestar la crisis energética. El mismo día, cinco horas después, Draghi anunció oficialmente su renuncia como primer ministro, la cual no fue aceptada por el presidente de la República, Sergio Mattarella, quien le encargo someter su confianza a votación una vez más al poder legislativo y ratificar apoyos.
Una semana después, el 21 de julio, presentó su dimisión ante el presidente italiano Sergio Mattarella, permaneciendo en funciones hasta la toma de posesión de Giorgia Meloni.

## Biografía

### Estudios, carrera y familia
Mario Draghi es hijo de un rico banquero procedente del Véneto, Carlo, y de la farmacéutica Gilda Mancini, nativa de Campania. Se quedó huérfano con solo 15 años y creció con su tía paterna junto con sus hermanos, Andreina y Marcello.
Estudió en Roma con los jesuitas en el prestigioso Instituto Massimiliano Massimo. Allí conoció a parte de la futura élite económica de Italia. En 1970, se licenció en Economía por la Universidad de La Sapienza, bajo la dirección del profesor Federico Caffe. Posteriormente amplió estudios en Massachusetts Institute of Technology con Franco Modigliani y Robert Solow y obtuvo el doctorado en 1976.
Entre 1974 y 1978 fue profesor encargado en la Universidad de Trento, la Universidad de Padua y la Universidad de Venecia. Posteriormente fue profesor ordinario de economía política y monetaria en la Facultad de Ciencias Políticas Cesare Alfieri, de la Universidad de Florencia (entre 1981 y 1991). Entre 1984 y 1990, también fue Director Ejecutivo del Banco Mundial.
Casado con Serena Cappello, descendiente lejana de Bianca Cappello, tiene dos hijos: Federica, bioquímica nacida en Boston, y Giacomo, ejecutivo del fondo de cobertura londinense LMR Partners.

### Cargos públicos
Fue artífice de las más importantes privatizaciones de empresas públicas italianas. Ocupó diversos cargos en el Ministerio del Tesoro italiano durante la década de los noventa. En 1991 fue nombrado director general del Tesoro, cargo en el que se mantuvo hasta 2001, período durante el cual hubo diez gobiernos. Entre 1991 y 2001 fue presidente del Comité de Privatizaciones. Durante este período Italia fue sacudida por graves escándalos de corrupción, los italianos culparon a algunos políticos influyentes, pero Draghi llegó a la conclusión de que el riesgo era inherente a un sistema en el cual el Estado desempeña un papel relevante como empresario. Se posicionó a favor de las privatizaciones como una solución permanente.
Ha formado parte del Consejo de Administración de diversos bancos y empresas como: Eni, IRI, Banca Nazionale del Lavoro e IMI.
En 1998 firmó el texto único sobre finanzas, conocido como "Ley Draghi", que introdujo en Italia la normativa en materia de ofertas públicas de adquisición (OPA) y el auge de las sociedades cotizadas en bolsas de valores. Telecom Italia fue la primera sociedad objeto de una OPA, por parte de Olivetti, de Roberto Colaninno, que emprendió la ola de privatizaciones. Hasta 1999, se efectuaron privatizaciones por un valor total de mercado de 108.000 millones de dólares estadounidenses. Los fondos provenientes de las privatizaciones ayudaron a reducir la deuda pública y de este modo cumplir con los criterios del Tratado de la Unión Europea para la entrada en el euro.
A esta le siguieron la liquidación del IRI, la privatización de Eni, de la cual Goldman Sachs adquirió todo el patrimonio inmobiliario, "Credito Italiano" y "Banca Commerciale Italiana".

### Carrera internacional y papel en Goldman Sachs
Entre 1985 y 1990 fue director ejecutivo del Banco Mundial. Entre enero de 2002 y enero de 2006 fue vicepresidente, por Europa, con cargo operativo, de Goldman Sachs, cuarto banco de inversión del mundo. Mientras Draghi era vicepresidente de Goldman Sachs international, uno de los máximos responsables de la compañía en Europa, la compañía asesoró a Kostas Karamanlis sobre cómo ocultar la verdadera magnitud del déficit griego. Esta ocultación del fraude condujo a la crisis de la deuda soberana en Grecia. De hecho, en junio de 2011, Draghi fue interrogado por el Comité Económico del Parlamento Europeo por sus actividades en Goldman Sachs en relación con el ocultamiento en Grecia.

### Gobernador del Banco de Italia
El 29 de diciembre de 2005 Draghi fue nombrado gobernador del Banco de Italia. En agosto de 2011, él y el gobernador del  Banco Central Europeo (BCE), Jean-Claude Trichet, enviaron una carta secreta a Silvio Berlusconi en la que le pedían que intensificara las reformas liberales, incluida la flexibilización de las leyes de despido, las privatizaciones y la reducción de los salarios de los funcionarios. 

### Presidente del Banco Central Europeo

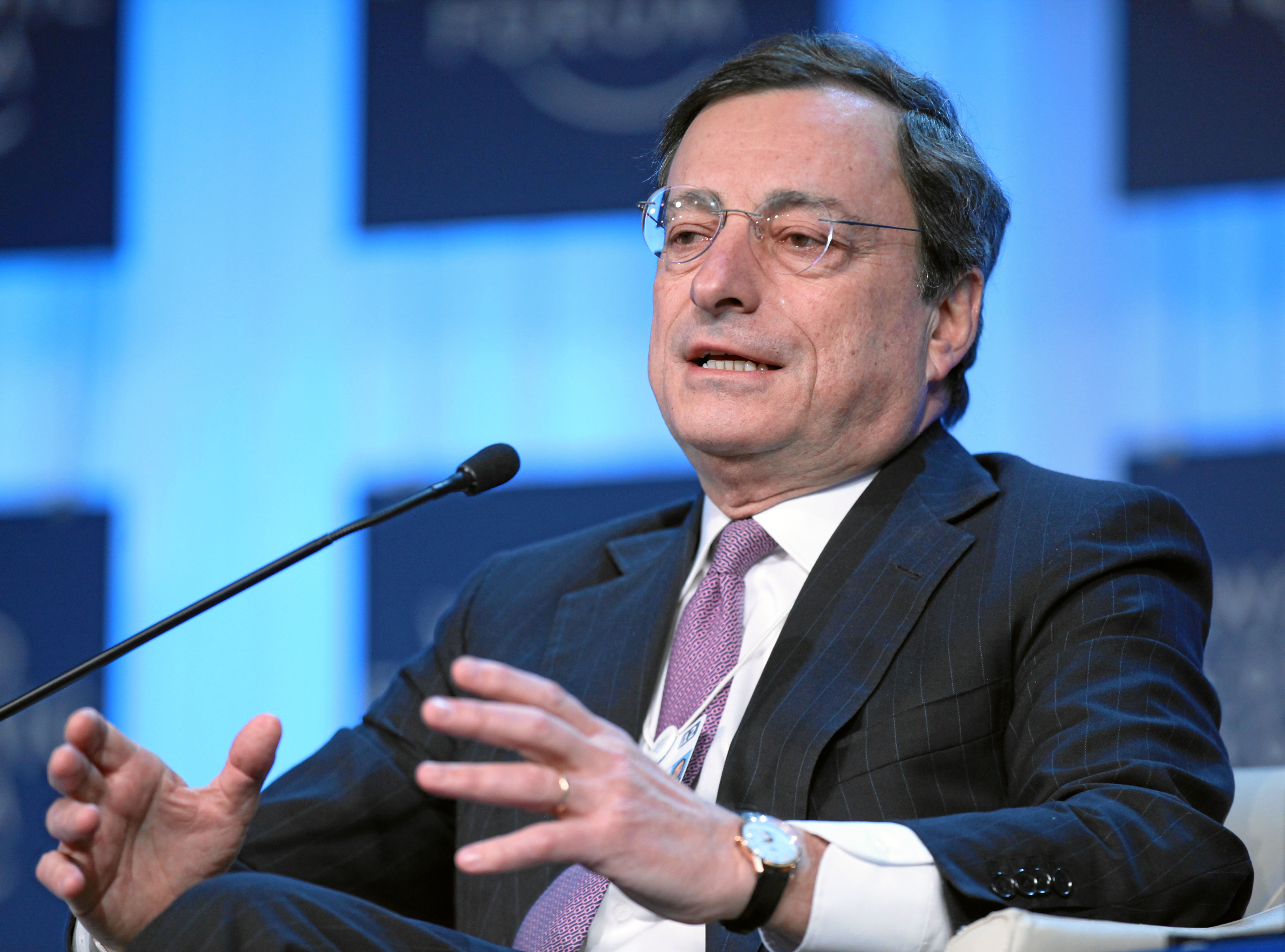
Mario Draghi en enero de 2012.

El 31 de octubre de 2011, Draghi abandonó este cargo para ocupar la presidencia del Banco Central Europeo (BCE), en sustitución de Jean-Claude Trichet. 
El 26 de julio de 2012, en medio de la crisis del euro, que golpeaba especialmente a los países del sur de Europa (llamados despectivamente PIGS), Draghi afirmó en una comparecencia pública que, bajo su liderazgo, el BCE "está dispuesto a hacer lo que sea necesario para preservar el euro. Y créanme, será suficiente" (en inglés whatever it takes). Esta declaración fue ampliamente difundida en toda la UE y en los mercados financieros del mundo, e inicialmente condujo a una disminución constante en los rendimientos de los bonos (costos de endeudamiento) para los países de la eurozona, en particular España, Italia y Francia. A la luz de lo que había sido un lento progreso político para resolver la crisis de la eurozona, la declaración de Draghi pasó a ser vista posteriormente como el principal punto de inflexión en la suerte de la eurozona, y numerosos responsables políticos y comentaristas la describieron como esencial para la continuación de la crisis. la moneda euro.
Plan Draghi
El plan Draghi, denominado como programa ampliado de compras de activos (APP, por sus siglas en inglés), es un  plan de intervención monetaria, en la zona euro, llevado a cabo por el Banco Central Europeo y auspiciado por su entonces presidente Mario Draghi, que tiene su fundamento teórico en la herramienta de política monetaria denominada expansión cuantitativa, y que consiste en un programa de compras de activos públicos y privados por importe inicialmente de 60.000 millones de euros al mes. El plan se inició en marzo de 2015 y las adquisiciones se ha mantenido en activo hasta diciembre de 2018, cuando el Banco Central Europeo ha dejado de adquirir nuevos títulos, aunque retiene la cartera ya adquirida en su balance, comprometiéndose a mantenerla durante un "periodo prolongado".

### Presidente del Consejo de Ministros
Su gobierno está apoyado por el Partido Democrático, Italia Viva, Forza Italia, Movimiento 5 Estrellas y la Liga. En los meses anteriores a su nombramiento como jefe de gobierno, con el telón de fondo de la pandemia de COVID-19 en Italia, Draghi pidió que se frenara el aumento del gasto público, criticando el "dinero mágico" y el aumento de la deuda. También critica la "falta de visión" del Presidente del Consejo, Giuseppe Conte, en materia económica.
El Gobierno Draghi fue el 67.º gabinete del Gobierno de Italia y el tercero de la XVIII legislatura, constituido el 13 de febrero de 2021, disuelto el 22 de octubre de 2022 y presidido por Mario Draghi.

#### Unión Europea

##### Revisión del Pacto de estabilidad y crecimiento
Entre 2021 y 2022 el presidente francés, Emmanuel Macron, y el presidente del Consejo de Ministros de Italia, Mario Draghi, se mostraron dispuestos a liderar dentro de la UE, la ofensiva para transformar las normas sobre fiscalidad, inversión y ayudas de Estado que en su opinión amenazarían la recuperación de la Unión tras la pandemia de COVID-19. En este sentido, el Tratado del Quirinal —convenio de amistad bilateral firmado en noviembre de 2021— sirvió también para sentar las bases de lo que debería ser un previsto documento común que afronte la revisión del Pacto de estabilidad y crecimiento, entre otros asuntos. Así, el empuje de ambos países —que suponen algo más de un tercio del PIB de la eurozona— pretendía marcar el terreno ante el inicio de los debates que serán fundamentales en la futura gobernanza política y económica de la UE.
Las normas del PEC están suspendidas desde el inicio de la pandemia, pero algunos Estados miembros abogan por reintroducirlas en 2023 tal y como fueron concebidas en 1997. Esta idea fue considerada como inviable por Draghi y Macron quienes manifestaron que el Pacto se había quedado obsoleto. Por su parte, el canciller alemán Olaf Scholz se ha mostrado abierto a buscar una salida consensuada al debate sobre las normas fiscales que todos miembros del Consejo Europeo consideran imprescindible.

#### Cumbre del G-20 de Roma
La administración estadounidense Biden y la Unión Europea llegaron a un acuerdo el 30 de octubre para revertir el régimen arancelario del acero y el aluminio que había sido impuesto por la administración Trump en 2018. El acuerdo mantuvo cierta protección para los productores estadounidenses de acero y aluminio mediante la adopción de un régimen de cuotas arancelarias. También puso fin a los aranceles de represalia sobre los productos estadounidenses que la UE había impuesto y canceló un aumento arancelario programado por la UE.

### Posible aspirante a la sucesión del presidente Mattarella
Desde 2020 el nombre de Draghi circula como posible aspirante a la sucesión del presidente italiano Sergio Mattarella, que terminará su mandato de siete años dos años después y que apoyaría esta hipótesis.

## Premios y reconocimientos
- Premio Princesa de Asturias de Cooperación Internacional (2025).[35]